# Schwimmender Rheinzirkus

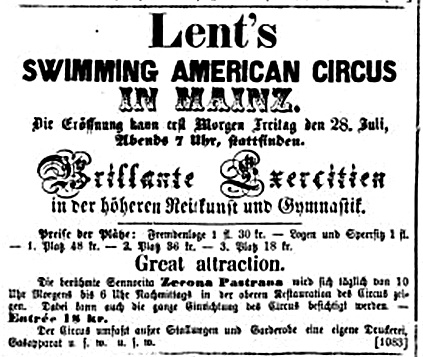
Zeitungsanzeige zum Auftritt von Zenora Pastrana auf dem Schwimmenden Rheinzirkus, Mainz, 1871

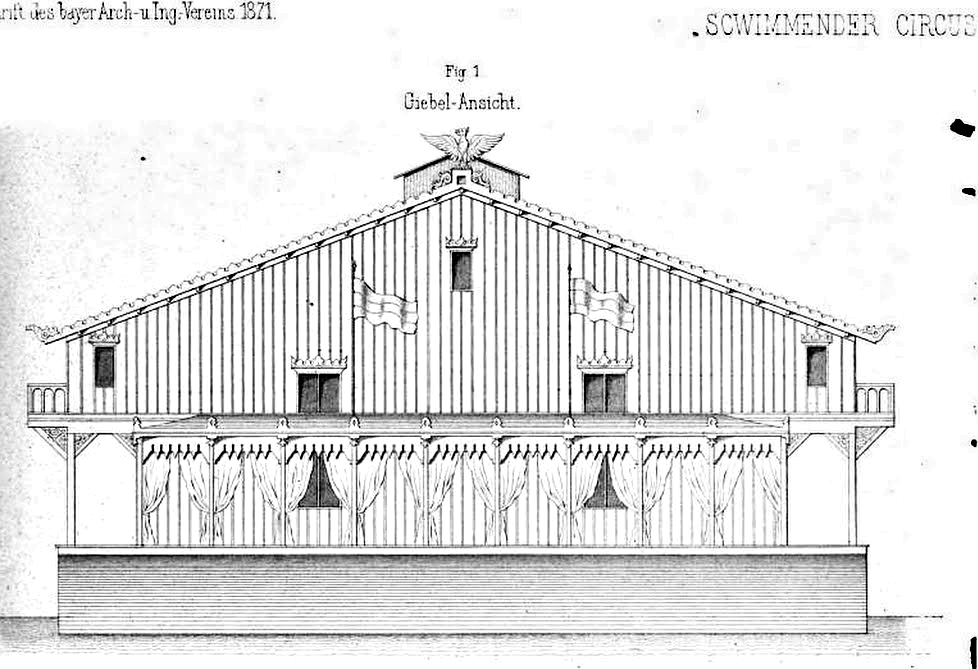
Giebelansicht des Zirkusschiffs

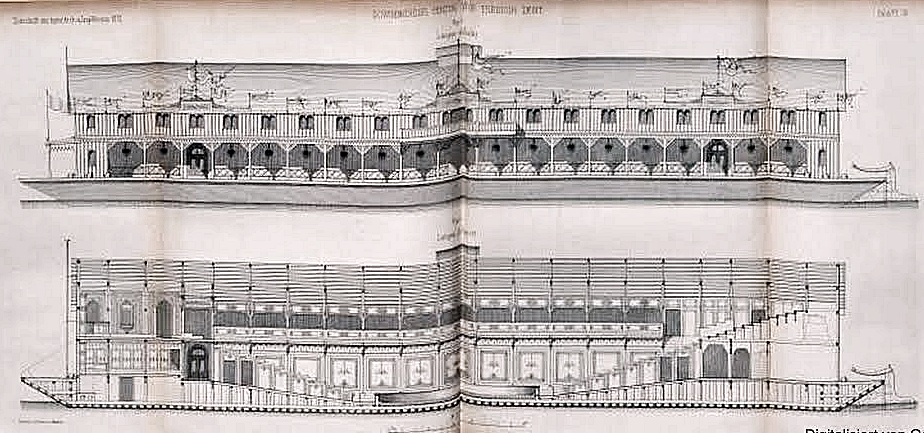
Der Schwimmende Rheinzirkus Theodore Lent

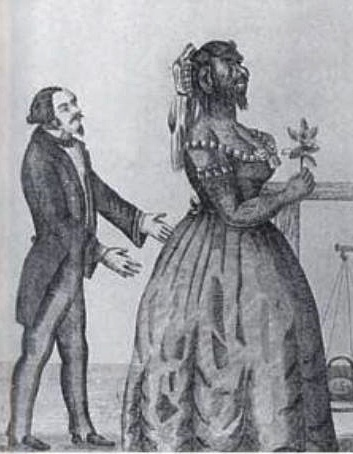
Theodore Lent mit seiner ersten Frau Julia Pastrana

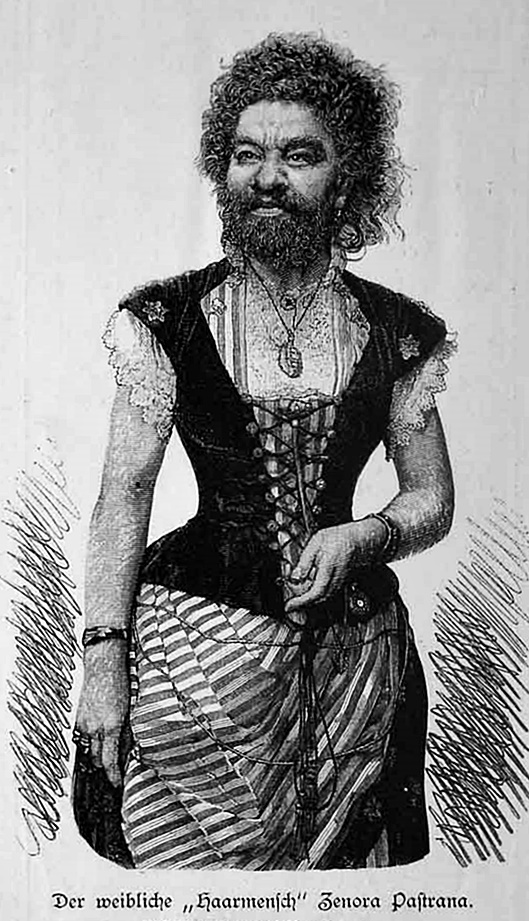
Zenora Pastrana, zweite Frau von Theodore Lent. Sie lebte auf dem schwimmenden Rheinzirkus und war eine der Hauptattraktionen

Der Schwimmende Rheinzirkus war im 19. Jahrhundert ein auf einem Schiff beheimateter Wanderzirkus; zu jener Zeit eine Novität in Deutschland und dementsprechend berühmt. 

## Geschichte
1869 kam der deutsch-amerikanische Impresario Theodore Lent aus New York City an den Rhein, nach Speyer und brachte aus Amerika die dort schon länger bekannte, hier jedoch neue Idee eines schwimmenden Zirkus mit. Auf Flüssen gab es in den USA damals große Holzboote mit dem Aussehen eines Mississippi-Dampfers und einer großen, überdachten Zirkusarena – teils mit und teils ohne eigene Antriebsmöglichkeit. Sie waren schwimmende Hippodrome mit fester Besatzung, die nach einigen Vorstellungen an neue Auftrittsorte weiterfuhren.
Theodore Lent beantragte den Bau eines solchen Zirkusschiffes beim Stadtbauamt Speyer. Dessen Behördenchef, der Architekt Max Siebert, später Bayerns oberster Baubeamter, genehmigte nicht nur das Vorhaben, sondern entwarf auch das Schiff, nach amerikanischen Vorbildern. Es hatte eine Länge von 270 bay. Fuß (ca. 80 m), eine Breite von 70 bay. Fuß (ca. 21 m) und eine Tragkraft von 50.000 Zentnern. Die Arena fasste 2000 Zuschauer auf drei Galerien und es war eine eigene Gasbeleuchtung vorhanden.
Im März 1870 begann die Firma Gehrlein in Maximiliansau, nahe der französischen Grenze, mit dem Schiffsbau. Am 18. Juni des Jahres konnte der Stapellauf erfolgen, es mussten jedoch noch die Aufbauten und die Inneneinrichtung vollendet werden. Noch bevor dies geschah, kam es zum Deutsch-Französischen Krieg und man schleppte das halbfertige Boot im September 1870 vor die Festung Germersheim, da man es als möglicherweise gefährlich und für die zu erwartenden Kampfhandlungen als hinderlich ansah. Am 26. Oktober 1870 riss es sich in einem Sturm los und strandete auf einer Sandbank. Nach Ende des Krieges musste es Theodore Lent wieder auf eigene Kosten und ohne Entschädigung nach Maximiliansau schleppen lassen, um es zu vollenden. Das ganze Projekt kostete über 40.000 Gulden, die zusätzlich durch den Krieg entstandenen Kosten und den Zirkusbetrieb noch nicht eingerechnet.
Lent finanzierte das Zirkusschiff aus Einnahmen, die man ihm für die Ausstellung seiner früheren Frau Julia Pastrana († 1860) bezahlte. Sie hatte an Hypertrichose gelitten, war als „Affenfrau“ berühmt gewesen und er ließ sie nach ihrem Tod konservieren und an verschiedenen Orten als Sensation ausstellen. Lent fand um 1863 bei Karlsbad eine weitere, an Hypertrichose leidende Frau namens Maria Bartels, die Ähnlichkeit mit Julia Pastrana hatte. Er heiratete sie und bezog sie ebenfalls in seine Show ein, wobei er vorgab, es handele sich um Zenora Pastrana, die Schwester der Toten. Diese trat, neben vielen anderen Künstlern, nun auch in dem schwimmenden Rheinzirkus auf und konnte dort besichtigt werden.
Der Zirkus begann im Juni 1871 seine Vorstellungen entlang des Rheins und gehörte dort zu den großen Sensationen jener Zeit. Das Schiff besaß keinen eigenen Antrieb und wurde von Dampfern geschleppt. Im Juli 1871 zog es z. B. der Dampfer „Donnersberg“, der Bayerisch-Pfälzischen Dampf-Schlepp-Schifffahrts-Gesellschaft, von Mannheim nach Worms. Am 17. März 1872 kam es während einer Vorstellung in Emmerich zu einem tödlichen Unfall, als ein Trapezkünstler der „Gebrüder Palmer“ abstürzte.
Nach etwa 6-jähriger Betriebsdauer gab es immer weniger Besucher, Theodore Lent wurde insolvent und veräußerte sein Unternehmen. 
Ein Schausteller namens „Agoston“ (August Böhm aus Oldenburg) kaufte das Schiff und betrieb es weiter als Zirkus auf dem Rhein bzw. den Nebenflüssen. Auch er gab sein Geschäft schließlich auf, nachdem 1879 eine hölzerne Galerie der Arena zusammengebrochen war und er die Verletzten entschädigen musste.  
Das Zirkusschiff wurde im Duisburger Hafen versteigert. Der Entsorgungsunternehmer und Bauernsohn Jakob Kühnen aus Krefeld erwarb es, ließ es nach Uerdingen schleppen und baute damit um 1880 einen Bauernhof im nahen Kliedbruch auf. Das Anwesen hieß im Volksmund „Kühnen Zirkus“. Es wurde im Juni 1943 bei einem Bombenangriff zerstört und die Eigentümer kamen um. Damals verschwanden die letzten Reste des schwimmenden Rheinzirkus, die dort verbaut waren.